# Listopadowi zbrodniarze
Listopadowi zbrodniarze (niem. Novemberverbrecher) – slogan polityczny używany przez niemieckie skrajnie prawicowe partie i media przeciwko uczestnikom rewolucji listopadowej oraz demokratycznym politykom Republiki Weimarskiej.
Narodowosocjalistyczna Niemiecka Partia Robotników (NSDAP) i Niemiecka Narodowa Partia Ludowa (DNVP) używały tego określenia od 1920 roku w częstych kampaniach oszczerstw w duchu legendy o ciosie w plecy i usprawiedliwiały skrytobójcze mordy polityczne. Termin ten stał się integralną częścią nazistowskiej propagandy.

## Pochodzenie i znaczenie
Od 1933 roku propaganda nazistowska uznawała Adolfa Hitlera za pomysłodawcę tego wyrażenia. Według Philippa Bouhlera Hitler ogłosił, że „rząd listopadowych zbrodniarzy w Berlinie” został obalony podczas puczu monachijskiego 8 listopada 1923 roku. Według Wernera Rusta, Hitler stwierdził w artykule wstępnym w partyjnej gazecie Völkischer Beobachter z 27 marca 1923 roku, że to on ukuł to wyrażenie. To, czy to prawda, jest wątpliwe, ponieważ nazistowska propaganda od 1933 roku tendencyjnie rewidowała starsze niemieckie słowniki i wydania przemówień Hitlera i uznawała niektóre neologizmy innych za „własność intelektualną” Hitlera w duchu jego kultu jednostki. Według Manfreda Pechaua, Hitler podobno po raz pierwszy użył tego wyrażenia 18 września 1922 roku w przemówieniu „Wzrost cen w wyniku rewolucji giełdowej”. Termin ten został po raz pierwszy użyty przez Hitlera właśnie w tym przemówieniu.
Od tego czasu sformułowanie „listopadowi zbrodniarze” stało się jednym z powszechnych haseł agitacji antydemokratycznej przeciwko delegatom którzy podpisali 11 listopada 1918 roku rozejm w lesie Compiègne, przeciwko przedstawicielom Koalicji Weimarskiej, którzy podpisali traktat wersalski 28 czerwca 1919 roku (zwany „haniebnym dyktatem” lub „haniebnym pokojem”) i wymaganiom tego traktatu w zakresie reparacji wojennych oraz przeciwko polityce wypełniania. Cały zestaw słów uzupełniał szerzoną od 1919 roku w całym nacjonalistycznym obozie legendę o ciosie w plecy, według której siły partii lewicowych „wbiły nóż w plecy niepokonanej w polu” armii niemieckiej w I wojnie światowej i tym samym spowodowały klęskę wojenną i jej skutki. Antysemiccy przedstawiciele tej legendy za porażkę wojenną i jej skutki obwiniali Żydów, których utożsamiali z bolszewikami.
Wyrażenie „listopadowi zbrodniarze” reprezentowało te wydarzenia, analogicznie do stanu wojennego, jako „zbrodnie przeciwko narodowi niemieckiemu” w znaczeniu zdrady stanu, a tym samym nazywało wszystkich zwolenników rewolucji, demokracji i konstytucji weimarskiej, bez względu na dzielące ich różnice, zbrodniczymi „wrogami ludu”. Po części stanowiła duże zagrożenie dla tych osób, a po części sygnalizowała że reżim nazistowski po dojściu do władzy, zastosuje brutalne działania przeciwko nim.

## Przyczyny i skutki
Klęska Niemiec w I wojnie światowej była nieuniknionym skutkiem celów podboju, nieudanej strategii wojskowej i nieudanych działań wojennych (na przykład wojny podwodnej) niemieckiej Oberste Heeresleitung (OHL), które doprowadziły do całkowitego wyczerpania gospodarczego i militarnego Niemiec, powodując klęskę, po której nastąpiła rewolucja. Jednak wiodący oficerowie wojskowi nie zostali odsunięci od władzy ani nie byli później ścigani. Generał Erich Ludendorff i feldmarszałek Paul von Hindenburg, stworzyli i rozpowszechniali legendę o ciosie w plecy od 1919 roku. Legendę rozpowszechnioną w kontekście szeroko dyskutowanej kwestii niemieckiej winy wojennej, podzielała i podtrzymywała także większość demokratycznych partii i rządów Republiki Weimarskiej. Część polityków Socjaldemokratycznej Partii Niemiec (SPD), mówiła także o „haniebnym pokoju wersalskim”. Spiskowa teoria żydokomuny była także reprezentowana w Monachium w latach 1920–1924 przez stowarzyszenia nacjonalistyczne, takie jak Deutscher Turner-Bund i biskupów katolickich, takich jak Michael von Faulhaber.
Określenie „listopadowi zbrodniarze” trafiło na podatny grunt społeczny. Kampanie nienawiści wobec osób tak określonych uzasadniały serię morderstw demokratycznych polityków, takich jak Kurt Eisner, Karl Gareis (obaj z Niezależnej Socjaldemokratycznej Partii Niemiec), Matthias Erzberger (Niemiecka Partia Centrum), Walther Rathenau (Niemiecka Partia Demokratyczna) i innych w pierwszych latach Republiki Weimarskiej. Sprawcami byli często weterani Armii Cesarstwa Niemieckiego, którzy najpierw zorganizowali się we Freikorpsy, później w nielegalnych tajnych stowarzyszeniach, takich jak Organizacja Consul, lub w „stowarzyszeniach patriotycznych” tolerowanych przez rządy niemieckich krajów związkowych. Wśród tych grup panował konsensus co do tego, że celem było obalenie Republiki Weimarskiej i jej rządów w drodze brutalnych prób zamachu stanu. W tym środowisku ataki terrorystyczne i morderstwa przeciwników politycznych były tolerowane lub wspierane jako uzasadnione środki polityczne. 11 stycznia 1923 roku Hitler przemawiał do około 8-tysięcznej publiczności w Circus Krone w Monachium pod hasłem „Precz z listopadowymi zbrodniarzami” na temat francuskiej okupacji Zagłębia Ruhry. Czyniąc to, oświadczył, że socjaldemokraci i koalicyjne z nimi partie są faktycznymi przyczynami tej okupacji, a zatem głównym wrogiem wewnętrznym. Cel pozbawienia władzy tych zbrodniarzy odróżnia NSDAP od wszystkich innych niemieckich partii politycznych. Hitler w 1928 roku zlecił wydrukowanie plakatu reklamującego to przemówienie, jako dodatek do trzeciego wydania swojej książki Mein Kampf.
Po tym jak nowy kanclerz Rzeszy Gustav Stresemann (Niemiecka Partia Ludowa), który sam zaprzeczał niemieckiej winie wojennej i reprezentował umiarkowaną formę legendy o ciosie w plecy, zaprzestał biernego oporu przeciwko okupacji Zagłębia Ruhry, zaatakowały go NSDAP i DNVP jako „pomocnika listopadowych zbrodniarzy”. Powtarzali te ataki także wobec polityków chcących wynegocjować zmniejszenie wymogów reparacyjnych ze zwycięskimi mocarstwami, które popierały Plan Dawesa w 1924 roku i Plan Younga w 1929 roku. Pacyfiści i politycy opowiadający się za międzynarodowym pojednaniem i rozbrojeniem byli powszechnie postrzegani jako „pomocnicy listopadowych zbrodniarzy”, nawet wśród oficerów Reichswehry i niemieckiej szlachty. Podczas procesu Reichswehry w Ulm w 1930 roku Hitler jednoznacznie ogłosił karę śmierci („posypią się głowy”) dla „listopadowych zbrodniarzy” w przypadku „zagarnięcia władzy”. Philipp Scheidemann (SPD), który początkowo odmówił podpisania traktatu wersalskiego, w 1930 roku próbował bronić się przed tą podżegającą propagandą listem obronnym.
Już w Mein Kampf z 1925 roku Hitler utożsamił „hebrajskich wrogów ludu” z rewolucjonistami listopadowymi i pośrednio opowiadał się za masowymi mordami przeciwko nim. Redaktor konserwatywno-liberalnego dziennika Die Christliche Welt Martin Rade ostrzegał w 1932 roku, że jeśli Hitler zostanie kanclerzem, wprowadzi w życie cele określone w Mein Kampf. Bo dla niego istnieje tylko jeden mesjański obowiązek ocalenia Niemiec i ludzkości: „Eksterminacja Żydów i listopadowych zbrodniarzy”.
Począwszy od lutego 1933 roku reżim nazistowski więził, maltretował i mordował dziesiątki tysięcy członków Komunistycznej Partii Niemiec (KPD) i SPD jako „listopadowych zbrodniarzy” w nowo utworzonych niemieckich obozach koncentracyjnych. W kwietniu 1933 roku „Miesięczniki Narodowosocjalistyczne” poświęciły tym docelowym grupom specjalny numer pod tytułem „Listopadowi zbrodniarze”, aby przygotować grunt pod dalsze morderstwa. Potępiono Emila Bartha, Hellmuta von Gerlacha, Rudolfa Hilferdinga, Kurta Tucholsky’ego, Ottona Welsa i Josepha Wirtha. Osoby opisane w ten sposób znajdowały się w śmiertelnym niebezpieczeństwie i w miarę możliwości udały się na emigrację do końca roku.
Po początkowych porażkach Wehrmachtu w wojnie ze Związkiem Radzieckim, zaplanowanej i prowadzonej jako wojna wyniszczająca przeciwko żydokomunie, Hitler rozważał zamordowanie kilkuset tysięcy niemieckich cywilów, zwłaszcza Żydów, jako potencjalnych „listopadowych zbrodniarzy” oraz „elementy antyspołeczne”, aby zapobiec buntom. W listopadzie 1941 roku do Holocaustu zostali włączeni także niemieccy Żydzi.